# Comme convenu
Comme convenu est une bande dessinée autobiographique réalisée par la dessinatrice française Laurel, publiée entre 2014 et 2017 sur son blog. Les deux volumes sont auto-édités, grâce à deux campagnes de financement participatif, respectivement en 2016 et 2017.
Laurel y raconte les mésaventures subies par elle-même et sa famille à partir du moment où elle, son compagnon et deux associés fondent la société de production de jeux vidéo Pixowl (renommée Boulax dans la bande dessinée).

## Publication

### Chronologie
Laurel commence la publication de Comme convenu sur son blog, ainsi que sur ses différents sites et réseaux sociaux, en 2014. L’œuvre porte alors le titre de Ma vie en Californie, puis The Daily Struggle. Elle prend son titre définitif en 2015. Cette même année, après avoir achevé les 250 premières pages, la dessinatrice entreprend le financement participatif de la version papier du premier volume sur le site Ulule. La campagne est un succès et l'album est finalement imprimé en 2016 à hauteur de 9000 exemplaires.
Egalement en 2016, Laurel débute la publication en ligne des planches du second volume. Celui-ci voit sa propre campagne de financement se dérouler en 2017. L'objectif initial est à nouveau très largement dépassé. Le 19 mai 2017, Laurel publie les ultimes planches de Comme convenu sur son blog. Le livre est finalement publié à la fin de l'année 2017.
Le financement participatif était le seul moyen d'obtenir les albums, aucune sortie en librairie n'étant prévue.

### Campagnes de financement participatif
| Nom du projet          | Date de clôture | Montant récolté | Nombre de contributeurs | Contribution moyenne | % financé par rapport à l'objectif initial |
| ---------------------- | --------------- | --------------- | ----------------------- | -------------------- | ------------------------------------------ |
| Comme convenu          | 5 novembre 2015 | 268 146 €       | 7 962                   | 33,68 €              | 2 860 %                                    |
| Comme convenu - tome 2 | 6 avril 2017    | 391 694 €       | 9 326                   | 42,00 €              | 4 178 %                                    |

Afin de renforcer la promotion des campagnes, Laurel a réalisé une importante quantité de produits dérivés, qui accompagnent les livres dans les différents lots proposés à la vente.
L'augmentation de la contribution moyenne pour la seconde campagne s'explique en partie par le fait qu'elle proposait, en plus de l'édition originale du tome 2, les éditions originales restantes du tome 1, ainsi qu'une réédition de ce dernier.
La campagne du tome 2 constitue, au moment de sa sortie, un record en termes de montant récolté et de nombre de contributeurs pour un projet de bande dessinée sur un site de financement participatif français (ce record a depuis été battu par Les FDP de Tubonia)[source insuffisante].
Toutes catégories confondues, les deux campagnes de Comme convenu occupent respectivement les 10e et 5e places en termes de montant récolté sur la plateforme Ulule.

## Description

### Synopsis
Laurel et son compagnon Adrien conçoivent des jeux sur appareil mobile. Lui est développeur, et elle, dessinatrice. Après le succès de leur premier jeu en 2010, ils décident l'année suivante de fonder l'entreprise Boulax avec leurs associés Joffrey, chargé notamment de la gestion financière, et Luc, responsable du marketing.
Laurel et Adrien, mariés depuis peu, déménagent en 2013 pour les besoins de l'entreprise dans la Silicon Valley aux États-Unis, place forte des industries de pointe. Mais l'aventure tourne mal : la famille se trouve contrainte de vivre en colocation avec les deux stagiaires de l'entreprise, Yann et Loïc, tandis que la relation avec Joffrey et Luc se détériore rapidement. En effet, ceux-ci se révèlent aussi incompétents que désireux de tout contrôler dans le fonctionnement de Boulax et le développement des jeux. Laurel est accablée par les difficultés financières, les promesses non tenues de ses associés, le mal du pays et la peur que sa fille Cerise ne souffre elle aussi de cette situation difficile. La famille se trouve dans une impasse : un retour en France n'est que difficilement envisageable, étant donné qu'ils n'ont pas les moyens de financer le déménagement. De plus, rentrer signifierait retirer Cerise de son école et renoncer définitivement à leurs ambitions, ainsi qu'au fruit d'années de travail.
Adrien entame alors la procédure pour l'obtention d'une carte de résident permanent aux États-Unis, afin de ne plus dépendre de Boulax pour rester sur le sol américain. La famille parvient également à quitter la colocation. Tout au long de ces événements, Laurel tente tant bien que mal de supporter les pressions qu'elle subit, tout en espérant voir un jour le bout du tunnel.

### Personnages
- Laurel : elle est à la fois la narratrice et le personnage principal de la bande dessinée. Laurel est la dessinatrice d'un certain nombre de jeux produits par Boulax. Elle est aussi cofondatrice de l'entreprise, mais n'obtient aucun pouvoir décisionnaire au sein de cette dernière. Ses trois associés possèdent d'ailleurs chacun plus de 20 % des parts, alors qu'elle-même ne parvient à en négocier que 3 %. Elle souffre beaucoup des difficultés rencontrées par elle-même et son mari.
- Adrien : il est le mari de Laurel et travaille comme développeur pour certains jeux produits par Boulax. Il en est également cofondateur et occupe le poste de directeur de la technologie au sein de l'entreprise. Il est décrit comme très compétent dans son domaine. Il traverse toutes les épreuves aux côtés de son épouse, et le couple reste très uni malgré les complications.
- Joffrey : il est le cofondateur de Boulax et occupe le poste de directeur général au sein de l'entreprise, qu'il gère généralement depuis le Brésil bien qu'il lui arrive de voyager pour rejoindre Laurel et Adrien en Californie. Extrêmement caractériel – comme il se décrit d'ailleurs lui-même – il impose son joug sur ses collaborateurs qu'il exploite et envers lesquels il ne tient pas ses promesses. Il n'a de cesse d'intervenir dans le travail des autres, notamment dans celui d'Adrien, alors qu'il est lui-même incompétent en matière de développement de jeux vidéo.
- Luc : il s'agit d’un autre cofondateur de l'entreprise, dans laquelle il occupe le poste de directeur de l'exploitation. Il travaille depuis la France mais voyage parfois lui aussi dans la Silicon Valley. Il est décrit comme pingre, malhonnête et désireux de toujours se placer sous le feu des projecteurs, ce pourquoi il n'hésite pas à accaparer le travail des autres. Il seconde systématiquement Joffrey dans ses décisions.
- Yann et Loïc : ils sont les deux stagiaires de Boulax, qui vivent en colocation avec la famille de Laurel pendant presque une année à leur arrivée aux États-Unis. Leur présence insupporte Laurel qui considère qu'elle est privée d'intimité dans sa vie de famille. Les stagiaires assistent Adrien dans le développement des jeux. Yann est décrit comme plus compétent que Loïc.
- Cerise : la fille de Laurel, âgée d'une douzaine d'années au moment des faits. Elle est très autonome et assiste beaucoup Laurel et Adrien, notamment en s'occupant des tâches ménagères dans la maison.
- Brume : il s'agit du chat de la famille, auquel Laurel est extrêmement attachée. Véritable mascotte de la bande dessinée, ce félin doué de parole est en quelque sorte la caution humoristique de Comme convenu. Elle revendique beaucoup d'affection, commente et accompagne les événements sur un ton très lucide et souvent ironique.
- Les écureuils : ils vivent dans la nature aux abords des logements de Laurel. Eux aussi doués de parole, ils jouent un rôle relativement similaire à celui de Brume, mais avec une présence moindre et sur un ton autrement critique et agressif, ponctuant le récit de petites répliques assassines.

Comme convenu présente également toute une galerie de personnages secondaires. Il s'agit entre autres des amis et collègues de Laurel et Adrien.

## Analyse

### Réalité et fiction
Bien que la publication de Comme convenu sur le blog de Laurel ait été un temps accompagnée du texte suivant : « les personnages et les situations de ce récit étant purement fictifs, toute ressemblance avec des personnes ou des situations existantes ou ayant existé ne saurait être que fortuite », l'œuvre s'affirme bel et bien comme une autobiographie. Le texte d'accompagnement précité est d'ailleurs remplacé pour les planches plus récentes par la mention suivante : « Ce récit est basé sur des faits réels. Les noms et certains lieux ont été changés. » Laurel noue donc bel et bien un pacte autobiographique avec ses lecteurs. A ce sujet, elle affirme : « Il n’y a que certains noms et lieux qui ont été changés. Je cherche à coller le plus possible à la réalité des faits, c’est d’ailleurs pour ça que, parfois, il y a des temps morts. »
Laurel déclare n'avoir jamais été inquiétée sur le plan judiciaire pour sa bande dessinée.
Les principaux noms changés pour les besoins de l'œuvre sont les suivants :
- Pixowl, le nom de l'entreprise, est remplacé par Boulax.
- Les véritables noms des associés de Laurel et Adrien sont remplacés par les prénoms fictifs de Joffrey et Luc.
- Les noms des jeux de Pixowl sont transformés. Grub par exemple est rebaptisé Caterpillar.
- Garfield, le personnage de Jim Davis, autour de l'univers duquel Pixowl crée un jeu, est remplacé par Parker. Le célèbre chat est d'ailleurs transformé en dinosaure pour l'occasion. Jim Davis lui-même est rebaptisé Jack Milton.